# Chu Suiliang
Chu Suiliang (596 of 597–658), omgangsnaam Dengshan, formeel de Hertog van Henan, was een Chinese kalligraaf, historicus en politicus. Hij was bekend als een van de Vier Grote Kalligrafen van de vroege Tang-dynastie. Als minister diende hij gedurende de regeringen van de keizers Tang Taizong en Tang Gaozong in de Tang-dynastie. Hij werd steeds meer vertrouwd door keizer Taizong tijdens het einde van zijn regering en werd belast met advies en met keizerlijke geschiedenis. Na het overlijden van keizer Taizong ondersteunde hij keizer Gaozong. In 655 uitte hij kritiek op de verwijdering van Gaozong’s eerste vrouw, keizerin Wang, en haar vervanging door keizerin Wu (later bekend als Wu Zetian). Hij werd in functie verlaagd en dat werd een serie van lagere posities. Uiteindelijk werd hij bestuurder van het erg verre district Ai (愛州, ruwweg de moderne Thanh Hóa provincie in Vietnam). Hij stierf in 658.
- CiNii: DA03318742
- Gemeinsame Normdatei: 173758568
- International Standard Name Identifier: 0000 0000 8465 1804
- Library of Congress Control Number: n81055355
- Nationale Bibliotheek van Letland: 000201090
- Bibliotheek van het Japanse parlement: 00317899
- Nationale bibliotheek van Australië: 36604924
- Nationale Bibliotheek van Israël: 987007424518705171
- Nederlandse Thesaurus van Auteursnamen: 314726179
- LIBRIS: 300964
- Système universitaire de documentation: 202749525
- Trove: 1321839
- Union List of Artist Names: 500315866
- Virtual International Authority File: 110352333
- WorldCat: E39PBJwtpcHDF6wDFQx7WmcwYP